# غاليانيكو
غاليانيكو (بالإيطالية: Gaglianico)‏ هي بلدية في مقاطعة بييلا في إقليم بييمونتي في إيطاليا.

## السكان
في سنة 1861 بلغ عدد السكان 742 نسمة، وتطور العدد ليصل في سنة 2011 لـ 3٬899 نسمة.
يظهر هذا المخطط البياني تطور النمو السكاني لـ غاليانيكو

## أعلام
- أندريا زانكيتا